# Australische Zyklonsaison 2008–2009
Die Australische Zyklonsaison 2008–2009 begann offiziell am 1. November 2008 und dauerte bis zum 30. April 2009. Der operative Plan der World Meteorological Organization sieht für die Gewässer auf der Südhalbkugel zusätzlich ein „tropisches Zyklonjahr“ vor. Dieses begann bereits am 1. Juli 2008 und endete am 30. Juni 2009.
Bestandteil der australischen Zyklonsaison sind Stürme, die sich südlich des Äquators zwischen dem 90. und 160. Grad östlicher Länge bilden. Dazu gehören Australien, Papua-Neuguinea, der westliche Teil der Salomonen, Osttimor und die südlichen Bereiche Indonesiens. Tropische Wirbelstürme in diesem Gebiet werden von fünf Tropical Cyclone Warning Centres (TCWCs) überwacht: dem Bureau of Meteorology in Perth, Darwin und Brisbane in Australien; dem TCWC Djakarta in Indonesien und dem TCWC Port Moresby in Papua-Neuguinea.
Das Joint Typhoon Warning Center gibt für diese Region inoffizielle Warnungen aus, die für US-amerikanische Einrichtungen bestimmt sind. Dabei wird die Erweiterung „S“ verwendet, wenn sich der Sturm westlich von 135° östlicher Länge bildet und ein „P“, falls dies östlich dieser Linie geschieht.

## Saisonprognosen
Das Tropical Cyclone Warning Center in Perth gab am 20. Oktober bekannt, dass es mit fünf bis sieben tropischen Zyklonen in seinem Verantwortungsbereich rechnet. Es wurde davon ausgegangen, dass mindestens zwei Zyklone auf die Küste auftreffen würden und dass das Risiko für einen tropischen Wirbelsturm vor Weihnachten größer als gewöhnlich sei. Das Risiko für das Auftreffen eines schweren tropischen Zyklons auf die nordwestaustralische Küste wurde als „signifikant“ bewertet.
Das TCWC in Darwin sagte an dem Tag voraus, dass die Saison 2008–2009 im Northern Territory „überdurchschnittlich“ verlaufen werde. In einer durchschnittlichen Saison bilden sich zwei oder drei Zyklone in diesem Verantwortungsbereich, zu dem der Carpentaria-Golf gehört. Das TCWC Darwin nahm an, dass sich ein schwerer tropischer Zyklon bilden wird, und dass in der Timorsee ein Wirbelsturm vor Weihnachten entsteht. Am 30. Januar gab das Tropical Cyclone Warning Center in Perth eine aktualisierte Prognose bekannt, die von mindestens drei weiteren tropischen Zyklonen bis zum Ende der Zyklonsaison 2009 im Verantwortungsbereich des TCWCs Perth ausging.
Das TCWC in Brisbane ging für Queensland ebenfalls von einer überdurchschnittlichen Saison aus. Seit 1980 war das allgemeine Klimamuster in den drei Monaten vor dem Beginn der Zyklonsaison ähnlich wie in den Monaten August bis Oktober, und jedes Mal gelangte in der folgenden Saison ein Zyklon in der Kategorie 2 oder 3 von der Korallensee aus über das Festland.
Schon am 26. September hatte das neuseeländische National Institute of Water & Atmospheric Research eine Saisonvorhersage für den südlichen Pazifischen Ozean östlich des 150. Grades östlicher Länge ausgegeben. Das Institut sagte für das Zyklonjahr 2008–2009 eine durchschnittliche Saison voraus, was bedeutet, dass sich östlich von Australien insgesamt acht bis zehn tropische Wirbelstürme mit Windgeschwindigkeiten von über 35 Knoten bilden würden.

## Stürme

### Tropischer Zyklon Anika
Am westlichen Rand des Beobachtungsgebietes des TCWCs Djakarta formte sich eine Wetterstörung, die am 18. November als tropisches Tiefdruckgebiet 01J klassifiziert wurde. Südlich von 10° südlicher Breite intensivierte sich das System zum Zyklon, und das TCWC Perth gab dem Sturm den Namen Anika. Am 20. November wurde der Zyklon etwa 400 km südwestlich der Weihnachtsinsel in die zweite Kategorie hochgestuft. Als solcher erreichte der Sturm seine Spitzenintensität mit Windgeschwindigkeiten von 95 km/h und einem Luftdruck von 984 hPa. Das System zog in ostsüdöstlicher Richtung an den Kokosinseln vorbei und die Zyklonwarnungen wurden widerrufen. Später am 20. November schwächte sich der Zyklon ab und aufgrund kühleren Wassers und stärker Windscherung löste sich Annika am 22. November über dem offenen Meer auf.

### Tropisches Tief 02U (Bernard)
Am 15. November bildete sich im Verantwortungsgebiet von Météo-France im südwestlichen Indischen Ozean ein Tiefdruckgebiet, das sich bis zum 20. November zum Moderaten tropischen Sturms Bernard intensivierte. Aufgrund ungünstiger Bedingungen schwächte sich das System ab. Das Resttief des Sturmes zog ostwärts über den 90. Grad östlicher Länge und wurde vom TCWC in Perth als tropisches Tief klassifiziert. Im Tagesverlauf löste sich das System jedoch auf.

### Schwerer Tropischer Zyklon Billy
Am 17. Dezember bildete sich in der Arafurasee nordwestlich von Darwin im Northern Territory ein Tiefdruckgebiet. Es wanderte sehr langsam in den Joseph-Bonaparte-Golf. In der Nacht vom 18. Dezember intensivierte sich das System zu einem Kategorie-1-Zyklon und erhielt den Namen Billy. Am 20. Dezember gelangte Billy als Kategorie-2-Zyklon etwa 65 km nördlich von Wyndham über Land. Anschließend schwächte sich Billy zum tropischen Tief ab und wanderte langsam nach Südwesten. Das System löste sich nördlich von Kuri Bay von der Küste und entwickelte sich am 22. Dezember erneut zum tropischen Zyklon, als der Sturm langsam in nordnordöstlicher Richtung schwenkte. Am späten 24. Dezember begann Billy eine rasche Intensivierung und erreichte die Kategorie 4 am frühen 25. Dezember. Im Tagesverlauf schwächte sich Billy zur Kategorie 3 ab und zog vom Festland weg. Der Sturm schwächte sich weiter ab, am 27. Dezember zu einem Kategorie-1-Zyklon und am 28. Dezember zu einem tropischen Tief. Im Tagesverlauf stellte das TCWC die Sturmwarnungen ein.
Zwei abgelegene Siedlungen der Aborigines, Kulumburu und Oombulgurri, waren durch von Billy verursachte Sturzfluten vom Straßennetz abgeschnitten, die Landepisten waren nicht benutzbar.

### Tropisches Tief 04U
Am 20. Dezember bildete sich im Carpentaria-Golf, 1000 km östlich von Darwin im Northern Territory ein tropisches Tiefdruckgebiet, das westwärts wanderte und sich am 24. Dezember über dem Festland auflöste, ohne Zyklonstatus erreicht zu haben. Am nächsten Tag klassifizierte das Bureau of Meteorology in Darwin als tropisches Tief. Am südlichen Rand des Systems bildeten sich Bandstrukturen aus und da Tief unter Einfluss eines Antizyklons geriet, erwartete das TCWC eine weitere Intensivierung. Um 5:26 Uhr Ortszeit am 23. Dezember gelangte das Tief bei Port Roper über Land, wodurch eine weitere Entwicklung verhindert wurde. Etwa 36 Stunden nach dem Landfall erklärte das Bureau of Meteorology das System über Land als aufgelöst.

### Tropisches Tief 05U
Am 23. Dezember stellte das TCWC in Brisbane fest, dass sich in der Solomonensee ein schwaches tropisches Tief gebildet hatte, etwa 1330 km/s nordöstlich von Cairns. Während der nächsten paar Tage zog das System langsam südwestlich in die Korallensee.

### Tropischer Zyklon Charlotte
Am 8. Januar klassifizierte das TCWC Darwin ein tropisches Tiefdruckgebiet im südlichen Carpentaria-Golf. Am nächsten Tag erklärte das TCWC Brisbane eine Sturmwarnung für die Küstenorte zwischen Aurukun auf der Kap-York-Halbinsel und der Grenze zwischen dem Northern Territory und Queensland. Am 11. Januar intensivierte sich das tropische Tief zum Tropischen Zyklon Charlotte. Dieser zog südostwärts und überquerte am 12. Januar um 4:00 Uhr Ortszeit (18:00 Uhr UTC am 11. Januar) die Küste zu Queensland in der Nähe der Mündung des Gilbert Rivers mit Spitzenböen von 120 km/h.
Heftige Regenfälle, die bis zu etwa 150 mm Niederschlag akkumulierten, verursachten die Überflutung von mindestens einhundert in niedrigliegenden Gebieten der Kap-York-Halbinsel, etwa in Babinda, Mt. Sophia oder Normanton und setzte die Straße nach Karumba unter Wasser. Die Sturmschäden werden auf 15 Millionen US-Dollar geschätzt.

### Tropischer Zyklon Dominic
Am 22. Januar stellte das TCWC Perth fest, dass sich über Land nördlich von Broome, Western Australia das tropische Tief 08U gebildet hat. Am 25. Januar gab das TCWC die Warnung vor einem tropischen Zyklon für die Küste Western Australias zwischen Wickham und Exmouth aus. Das System intensivierte sich und wurde am 26. Januar zum Tropischen Zyklon Dominic hochgestuft. Dominic intensivierte sich einige Stunden später zu einem Kategorie-2-Zyklon der australischen Skala und gelangte in dieser Stärke bei Onslow gegen 7:00 Uhr Ortszeit über Land. Im Tagesverlauf schwächte sich der Zyklon über Land rasch ab.
Bei der Vorbereitung auf den Sturm wurde in Port Hedland ein Arbeiter bei der Demontage eines Kranes getötet. Der Schaden in der Stadt war gering. Der Wind erreichte in Böen mehr als 130 km/h und der Niederschlag summierte sich auf 238 mm.

### Tropisches Tief 08U
Am 21. Januar bildete sich 360 km nordnordwestlich der Kokosinseln im zentralen Indischen Ozean eine tropische Störung mit schwacher Bodenzirkulation und disorganisierter Konvektion. Das System befand sich innerhalb eines Gebietes mit starker vertikaler Windscherung, sodass die Bedingungen für eine Intensivierung ungünstig waren. Die Störung zog nach Osten und wurde am 25. Januar durch das TCWC Perth als starkes Tropisches Tief 08U klassifiziert. Am nächsten Tag wanderte das System über den 90. Grad östlicher Länge nach Westen aus dem Verantwortungsbereich des BoM hinaus. Derweil meldete das JTWC die Auflösung des Systems.

### Tropisches Tief 09U
Im Carpentaria-Golf bildete sich am 28. Januar ein tropisches Tief. Das System zog über das Festland des Northern Territorys und löste sich am 30. Januar auf.

### Tropischer Zyklon Ellie
Früh am 30. Januar stellte das TCWC in Brisbane fest, dass sich innerhalb eines Monsuntroges ein tropisches Tief gebildet hat. Das JTWC meldete im Tagesverlauf, dass Multispektralaufnahmen die beginnende Entwicklung einer Zirkulation am Boden in Verbindung mit tiefer Konfektion im westlichen Quadranten zeigten. Spät am nächsten Tag meldete das Bureau of Meteorology die Intensivierung des Systems in einen tropischen Zyklon und vergab den Namen Ellie. Mit andauernden zehnminütigen Windgeschwindigkeiten von 75 km/h war Ellie ein Kategorie-1-Zyklon auf der australischen Intensitätsskala für tropische Zyklone. Das Joint Typhoon Warning Center, das dem System die Bezeichnung 12P zugewiesen hatte, stellte einminütige Windgeschwindigkeiten von 75 km/h fest und stufte den Sturm so als tropischen Sturm nach der Saffir-Simpson-Hurrikan-Windskala ein.  Ellies Landfall erfolgte am 3. Februar etwa um 0:00 Uhr AEST (2. Februar, 14:00 Uhr UTC) in der Nähe von Mission Beach in der Kategorie 1. über Land schwächte sich Ellie schnell zum Tropischen Tief ab. Das TCWC Brisbane erwartete, dass das Tropische Tief ex-Ellie innerhalb von 24–36 Stunden über das Wasser der Korallensee gelangen und sich da erneut zu einem tropischen Zyklon entwickeln würde, da das System in den südöstlichen Carpentaria-Golf zog. Sintflutartiger Regen von den Resten des Zyklons führte zu Überschwemmungen im Norden von Queensland, wodurch Schäden in Höhe von etwa 110 Millionen Australische Dollar (2009 etwa 70,7 Millionen US-Dollar) entstanden. In Ingham zwischen Cairns und Townsville wurde rund fünfzig Häuser überflutet, 32 Personen wurden evakuiert.

### Tropischer Zyklon Freddy
Am 2. Februar stellte das TCWC Perth fest, dass sich in der Monsunrinne über Kimberly ein tropisches Tief gebildet hat. Am 3. Februar um 03:45 WDT gab das BoM in Perth eine Zyklonwarnung für die Küste zwischen Kalumburu und Broome aus. Der Sturm intensivierte sich, erreichte Windgeschwindigkeiten von 75 km/h und zog nach Westen. Am 5. Februar befand sich das System rund 500 km nordwestlich von Port Hedland, Western Australia und wanderte in den offenen Indischen Ozean hinaus, ohne australisches Festland weiter zu gefährden. Die äußeren Regenbänder erzeugten schwere Niederschläge in Indonesien. Ein so verursachter Erdrutsch tötete zwei Personen.

### Tropisches Tief 12U
Am 5. Februar bildete sich in der Monsunrinne über dem äußersten Norden von Queensland ein tropisches Tief. Dieses wanderte langsam in die Korallensee und intensivierte sich zunächst langsam, schwächte sich aber dann ab und löste sich am 7. Februar auf.

### Tropisches Tief 13U
Am 13. Februar meldete das zuständige TCWC ein Tropisches Tief in der Monsunzone nordöstlich von Port Hedland. Das System befand sich in einer ungünstigen Umgebung. Es entwickelte sich deswegen nicht weiter und löste sich am 16. Februar auf.

### Tropisches Tief 14U (Innis)
Am 18. Februar wanderten das außertropische Resttief von Zyklon Innis in die australische Region, weswegen der TCWC in Brisbane dem System die Bezeichnung 14U zu. Da allerdings erwartet wurde, dass das System innerhalb von 24 Stunden in die Südpazifische Region zurückwanderte, blieb die Verantwortlichkeit beim TCWC in Wellington. Im Tagesverlauf zog Ex-Innis wieder in den südlichen Pazifik.

### Tropisches Tief 15U (Hina)
Am 25. Februar meldete das TCWC in Darwin ein tropisches Tief, das sich innerhalb der Monsunrinne westlich von Darwin, Northern Territory entwickelte. Am nächsten Tag begann das JTWC Perth mit der Ausgabe von Sturmwarnungen und löste Bereitschaft für die Küste von Pilbara aus. Das Tief überquerte die Küstenlinie bei Port Hedland, ohne sich zu einem tropischen Zyklon zu intensivieren.
Das System lud entlang der Pilbara-Küste teilweise über 110 mm Niederschlag ab, weswegen für bestimmte Flussabschnitte Hochwasserwarnungen ausgegeben wurden und teilweise leichtere Überflutungen verzeichnet wurden.

### Tropisches Tief Gabrielle
Gabrielle bildete sich aus einem sich schnell entwickelnden Tiefdruckgebiet. Der Sturm zog nach Südosten und schwächte such wieder ab. Nach einer Richtungsänderung über Süd nach Südwest intensivierte sich das System langsam erneut und wurde als tropischen Zyklon eingestuft. Da sich südlich des Systems ein Antizyklon entwickelte, erwartete das Bureau of Meteorology eine weitere Intensivierung, bevor sich Gabrielle über kühlerem Wasser auflösen würde. Eine unerwartete Wendung nach Westen führte jedoch zur Auflösung des Systems.
Bei der Nachanalyse stellte das Bureau of Meteorology fest, dass Gabrielle Windgeschwindigkeiten in Orkanstärke nur in einem Quadranten des Systems aufwies und damit nicht die Kriterien für einen tropischen Wirbelsturm nach den australischen Definitionen erfüllte. Diese verlangen, dass die Windgeschwindigkeit mindestens in einem Halbkreis Orkanstärke erreichen.

### Schwerer tropischer Zyklon Hamish
Am 4. März entwickelte sich ein schwaches tropisches Tief in einem Trog über der nordwestlichen Korallensee und wanderte langsam nach Südosten. Trotz der Nähe zum Festland des Nordens von Queensland intensivierte sich das System und um 23:00 Uhr ostaustralischer Zeit teilte das Bureau of Meteorologie in Brisbane mit, dass sich das Tief zum Tropischen Zyklon Hamish entwickelt hat und die Bildung konvektiver Bänder eingesetzt habe. Zwölf Stunden später wurde der Zyklon in die zweite Kategorie nach der australischen Intensitätsskala hochgestuft. Weitere zwölf Stunden später hatte sich der Zyklon erneut verstärkt. Der schwere tropische Zyklon in der Kategorie 3 nach BoM-Kriterien hatte inzwischen ein gut definiertes Auge ausgebildet und begann, sich auf den Nordosten von Queensland auszuwirken. Der Sturm zog über eine wesentliche Dauer seiner Existenz mehr oder weniger parallel zur Ostküste Australiens. Am 7. März war das Sturmzentrum rund 230 Kilometer von Cairns entfernt. Innerhalb von vierundzwanzig Stunden gewann Hamish an Kraft und erreichte als erster tropischer Wirbelsturm seit Zyklon George die fünfte Kategorie der australischen Intensitätsskala. Zu diesem Zeitpunkt erreichte der Sturm seine größte Nähe zu Hayman Island.
Am 8. März schwächte sich der Schwere tropische Zyklon Hamish in die Kategorie 4. Die Prognosen gingen davon aus, dass der Zyklon in dieser Stärk bei Bundaberg die Küstenlinie queren würde, doch das Bureau of Meteorology änderte seine Vorhersage dann dahingehend, das Hamish die Küste nur streifen und langsam weiter nach Südosten ziehen würde. Ein Fischkutter mit vier Personen an Bord geriet in Seenot und sendete Notrufsignale aus. Die Rettungsmaßnahmen wurden durch Hamish erschwert und schließlich abgebrochen. Später wurde der Kutter gefunden und ein Seemann konnte gerettet werden. Hamish schwächte sich kontinuierlich ab und erreichte am 11. März um 7:00 Uhr Ortszeit (21:00 Uhr UTC) nur noch die Kategorie 2. Zu diesem Zeitpunkt wurde der Sturm fast stationär und drehte allmählich auf eine nordwestliche Richtung. Im Tagesverlauf erklärte das Bureau of Meteorology Hamish als außertropisch und stufte ihn zu einem außertropischen Tief ab.

### Schwerer tropischer Zyklon Ilsa
Am 12. März identifizierte das TCWC in Darwin ein schwaches tropisches Tief in der Arafurasee und das TCWC in Perth begann mit der Ausgabe von Warnungen für den Schiffsverkehr. Spät am 17. März intensivierte sich das System zum Tropischen Zyklon Ilsa, der am 18. März zum schweren tropischen Zyklon wurde und entgegen den Vorhersagen am nächsten Tag die vierte Kategorie auf der australischen Skala erreichte. Die Abschwächung setzte kurz darauf ein und am 20. März schwächte sich Ilsa in die Kategorie 3 ab und am 22. März in die Kategorie 2. Am 24. März hatte sich Ilsa zum tropischen Tief abgeschwächt und die Ausgabe von Sturmwarnungen wurde eingestellt.

### Tropisches Tief 19U
Am 16. März identifizierte das TCWC in Brisbane ein schwaches Tief, das sich bei 13° südlicher Breite und 158° östlicher Länge in der Korallensee aus den Resten Hamishs entwickelte. Am 22. März klassifizierte das Bureau of Meteorology das System als tropisches Tief. Die Bedingungen für eine weitere Entwicklung waren in den folgenden Tagen ungünstig und das System löste sich am 20. März rasch auf.
Das System bildete sich im selben Gebiet wie einige Wochen zuvor Zyklon Hamish, sodass die Behörden an der Sunshine Coast einen neuerlichen Zyklon fürchteten. Ein solcher Sturm würde auch die Reinigungsarbeiten nach der Ölpest behindern, die durch die Beschädigung eines Frachters während Zyklon Hamish entstand.

### Tropischer Zyklon Jasper
Am 23. März formiere sich aus dem Resttief des tropischen Tiefs 19U und Ausläufern der Monsunrinne ein neues Tiefdrucksystem. Diese konsolidierten sich rasch zu einem tropischen Tief und am 24. März entwickelte sich das System in der östlichen Korallensee zum Tropischen Zyklon Jasper. Jasper intensivierte sich rasch und erreichte die zweite Kategorie auf der australischen Zyklonskala, wanderte aber sich abschwächend ostwärts in das Verantwortungsgebiet des RSMCs in Nadi hinüber.

### Tropical Low 21U
In der Arafurasee bildete sich am 27. März ein tropisches Tiefdruckgebiet, das während der nächsten Tage langsam nordwärts in die Bandasee driftete, wo es sich langsam zu intensivieren begann. Das JTWC gab einen Tropical Cyclone Formation Alert aus, der aber aufgrund des fehlenden Corioliseffekts, trockener Luft und der Landeinwirkung am 31. März widerrufen wurde. Im Tagesverlauf stellte das TCWC in Darwin die Warnungen zu dem System ein.

### Tropisches Tief 22U
Am 19. April meldete das TCWC in Darwin die Bildung eines schwachen tropischen Tiefs in der Arafurasee. Dieses konnte sich nicht weiter intensivieren und löste sich am nächsten Tag auf.

### Tropischer Zyklon Kirrily
Am 25. April meldete das TCWC in Darwin die Bildung eines schwachen tropischen Tiefs in der Arafurasee. Die nächsten beiden Tage intensivierte sich das System langsam, wobei es erst in südöstlicher Richtung driftete, dann aber langsam nach Nordosten und schließlich nach Nordwesten drehte und in die östliche Timorsee zog. Das Joint Typhoon Warning Center klassifizierte das System am 27. April als tropischen Zyklon 27S und einige Stunden später stufte das TCWC Darwin das System 23U zum Tropischen Zyklon Kirrily in der Kategorie 1 nach der australischen Sklaa auf. Noch vor Ende des Tages zog Kirrily über die Aru-Inseln hinweg. Der Einfluss des Landes führte zur Abschwächung des Sturms, sodass sowohl das JTWC als auch das Bureau of Meteorology den Zyklon zum Tiefdruckgebiet abstuften. Am 27. April konnte sich das Tief Kirrily nochmals kurz intensivieren, löste sich aber am folgenden Tag auf.

## Sturmnamen
Die verschiedenen Tropical Cyclone Warning Center vergeben die Namen für Stürme, die sich in ihrem jeweiligen Zuständigkeitsbereich bilden. Die Stürme behalten ihren Namen, wenn sie von einem Zuständigkeitsbereich in einen anderen wandern. Allerdings werden Stürme, die in den Verantwortungsbereich von Météo-France auf Réunion wechseln, dort neu benannt. Stürme, die von dort kommend in den Verantwortungsbereich des TCWC in Perth gelangen, behalten den im südwestlichen Indischen Ozean vergebenen Namen. Die folgenden Namen wurden benutzt:
Anika, Bernard, Billy, Charlotte, Dominic, Ellie, Freddy, Gabrielle, Hina, Innis, Hamish, Ilsa, Jasper, Kirrily

### TCWC Djakarta
Das TCWC in Djakarta beobachtet tropische Zyklone, die sich zwischen dem Äquator und 10° südlicher Breite und zwischen 90° und 125° östlicher Länge bilden. Durch das australische Bureau of Meteorology werden in diesem Gebiet zur Unterstützung spezielle Sturmhinweise ausgegeben. Sollte sich ein tropischer Zyklon innerhalb dieses Verantwortungsbereiches bilden, dann vergibt das TCWC Djakarta einen Namen aus einer Liste.

### TCWC Port Moresby
Tropische Wirbelstürme, die sich zwischen 10° südlicher Breite und dem Äquator sowie zwischen 141° und 160° östlicher Länge bilden, werden Namen durch das Tropical Cyclone Warning Centre in Port Moresby auf Papua-Neuguinea zugewiesen. Die Bildung tropischer Zyklone in diesem Gebiet ist selten, während der Saison 2007–2008 war es nur ein Sturm, Zyklon Guba.

### TCWCs in Perth, Darwin und Brisbane
Von Beginn der Zyklonsaison 2008–2009 verwendet das australische Bureau of Meteorology nur noch eine einzige Namensliste, betreibt aber nach wie vor drei TCWCs, in Perth, Darwin und Brisbane. Diese beobachten alle tropischen Wirbelstürme, die sich zwischen 90° und 160° östlicher Länge bilden und geben spezielle Warnungen heraus, wenn Zyklone in den Verantwortungsbereich der TCWCs in Djakartas oder Port Moresbys entstehen. Die folgenden Namen wurden für benannte Stürme benutzt:
Anika, Billy, Charlotte, Dominic, Ellie, Freddy, Gabrielle, Hamish, Ilsa, Jasper, Kirrily